# Spogostylum afghanicola
Spogostylum afghanicola är en tvåvingeart som först beskrevs av Francois 1969.  Spogostylum afghanicola ingår i släktet Spogostylum och familjen svävflugor.
Artens utbredningsområde är Afghanistan. Inga underarter finns listade i Catalogue of Life.